# La lectura (Picasso)
La lectura (La lecture) es una pintura al óleo sobre lienzo de Pablo Ruiz Picasso fechada en 1932.
Sus dimensiones son de 68 cm x 130 cm.
Esta obra fue pintada el 2 de enero de 1932 en Boisgeloup. La joven retratada, Marie-Thérèse Walter, que solo tenía 17 años cuando la conoció Picasso, en 1927, tras abordarla a la salida de una boca de metro de París, aparece sentada en un sillón con la cabeza inclinada hacia arriba y los ojos cerrados mientras un libro abierto descansa sobre su regazo. El pintor malagueño mantuvo en secreto su relación con ella durante varios años al continuar casado con Olga Khoklova, una bailarina de los Ballets Rusos, de Diaghilev, y debido, también, a la corta edad de la muchacha. Inspirado en su modelo, el artista pintará grandes retratos de mujeres de largas curvas en la primavera de 1932.